# Paradas
Paradas, es un municipio y ciudad española de la provincia de Sevilla, en Andalucía. En 2020 contaba con 6859 habitantes, según el INE. Su extensión superficial es de 109,43 km² y tiene una densidad de 63,26 hab/km². Se encuentra situada a una altitud de 123 metros sobre el nivel del mar y a 52 kilómetros de la capital de provincia, Sevilla, en la comarca denominada La Campiña. Es conocida por su importante conjunto monumental (declarada Conjunto Histórico-Artístico) donde destacan la Iglesia de San Eutropio, los Jardines de Gregorio Marañón, la Plaza de Andalucía y Plaza de España, Plaza San Juan de Letrán y Ermita San Juan de Letrán.

## Geografía
Situado en la fértil campiña sevillana, a una altitud sobre el nivel del mar de solo 123 metros, entre las cuencas de los ríos Corbones y Guadaíra. Se encuentra a 49 km de Sevilla y la superficie del término es de 109,43 km². El gentilicio del pueblo paradeña/o. Cuenta con otros núcleos de población menores: El Calvario y parte de Pago Redondo, y una pedanía, El Palomar. Sus barrios más importantes son Huerta Vieja, La Glorieta, Barriada La Mosca o La Lechera, El Parronal y Los Carrascales. La zona céntrica o casco histórico de la localidad abarca desde el eje longitudinal que forman la calle Olivares - Pl.San Juan de Letrán - Pl.España - Pl.Andalucía - calle Larga (calle principal de Paradas), hasta el eje calle Granados - calle Santa Cruz - calle Carrera - calle Laguna. 

## Historia
Por algunas de las inscripciones encontradas se cree que en su actual ubicación existía un poblado romano denominado Calla, aunque otras tesis apuntan a que a causa de que transcurría por allí la calzada romana se construyeron en el transcurso casas independientes.
Apenas hay restos de la época musulmana, encontrandonos de lo que fue Pardish solo con una muralla y el resto de varios silos.
"A pesar de la existencia de poblamientos de época romana, visigoda y musulmana, la historia de esta localidad se remonta a 1460, cuando fue fundada en el término de Marchena por don Juan Ponce de León y Cabrera, IV Señor de Marchena y II Conde de Arcos(1), según apreciamos en la Carta Puebla que se encuentra en el Archivo Municipal de Paradas. Lugar que en el siglo XIV ya quedaba vinculado al linaje de los Ponce de León, cuando “doña Beatriz Ponce de León, hija bastarda de Pedro Ponce de León, IV señor de Marchena, recibió de su marido el capitán Alfonso Guillén de Villafranca, veinticuatro de Sevilla y señor de Lopera, la heredad de la torre de Paradas, en concepto de arras y dote”. Esta heredad, por aquel entonces, no era más que un cortijo donde se cultivaba cereal, que fue pasando de unas manos a otras hasta que finalmente Juan Ponce de León, quien fuera nombrado Marques de Cádiz, “compró el heredamiento donde se asentaría el nuevo núcleo de población”. Produciéndose la fundación de la villa el uno de febrero de 1460. El origen de sus primeros pobladores es desconocido debido a la falta de documentación, aunque en la Carta Puebla se recogió la prohibición de repoblar Paradas con vecinos del Señorío. Además, tenemos constancia de la creación de una feria de ganado y mercancías con el fin de atraer pobladores. Tradicionalmente se ha defendido la teoría de que fueron viejos cristianos procedentes de la Comarca de Astorga (León), los que poblaron este lugar por expreso deseo del II Conde de Arcos, lo que explicaría la abundancia de apellidos leoneses en la localidad o el uso de la “ll” leonesa" 
Entre el 27 de julio de 1936 y el 13 de febrero de 1937, más de 200 personas fueron fusiladas por pertenecer o relacionarse con el bando republicano. Cabe destacar la Noche Trágica del 13 de noviembre de 1936 en la que un grupo de dieciséis personas perdieron la vida a manos de falangistas.
Paradas es tristemente célebre por formar parte de los que algunos llaman Historia de la España Negra, pues el 22 de julio de 1975 se cometió en este pueblo uno de los crímenes sin resolver más intrigantes y que más páginas de periódicos y minutos de televisión ha ocupado, el Crimen de Los Galindos, ocurrido en el cortijo del mismo nombre que está situado en el término municipal de la localidad, a escasos 4 km del pueblo, en la extensa Campiña sevillana, y donde fueron asesinadas 5 personas: el capataz, Manuel Zapata Villanueva, de 59 años, y su esposa, Juana Martín Macías, de 53 años; el tractorista José González Jiménez (o Simón), de 27 años, y su esposa, Ascensión Peralta Montero, de 34 años; y el tractorista eventual, Ramón Parrilla González, de 40 años (estos 3 últimos naturales de la villa).

## Geografía humana

### Demografía
Cuenta con una población de 6779 habitantes (INE 2024).
| Gráfica de evolución demográfica de Paradas entre 1842 y 2021                                                         |
| |
| Población de derecho según los censos de población del INE. Población de hecho según los censos de población del INE. |

### Economía

#### Evolución de la deuda viva municipal
| Gráfica de evolución de Deuda viva del Ayuntamiento de Paradas entre 2008 y 2019                                |
| |
| Deuda viva del Ayuntamiento de Paradas en miles de Euros según datos del Ministerio de Hacienda y Ad. Públicas. |

## Patrimonio
- Iglesia de San Eutropio[9]
- Jardines de Gregorio Marañón[10]

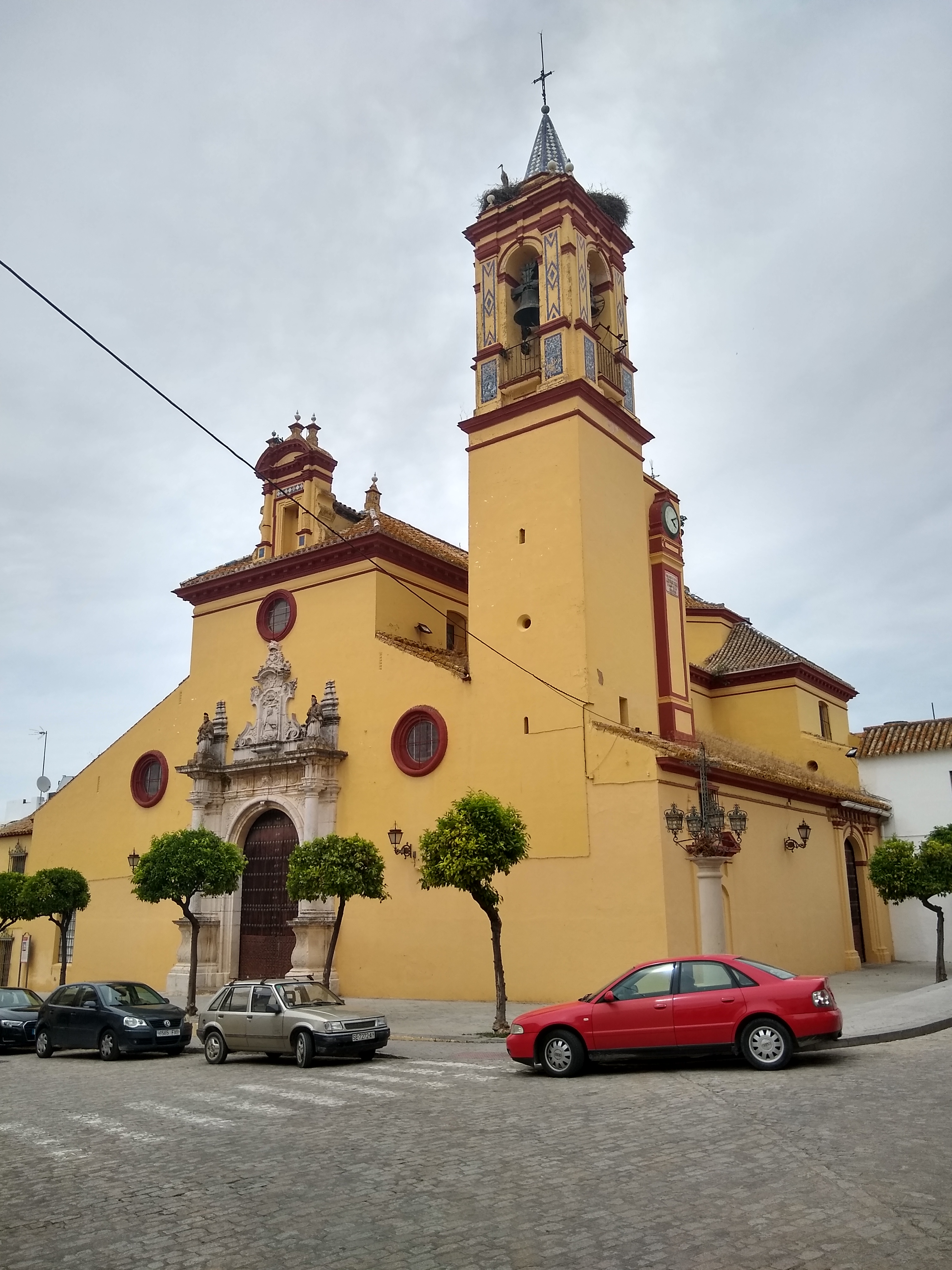
Iglesia de San Eutropio

- Plaza de Andalucía y Plaza de España
- Plaza San Juan de Letrán y Ermita San Juan de Letrán
- Carmen de los Arrayanes

En la Iglesia de San Eutropio se conserva una obra pictórica de El Greco, La Magdalena Penitente,  pieza de gran valor artístico.

## Fiestas

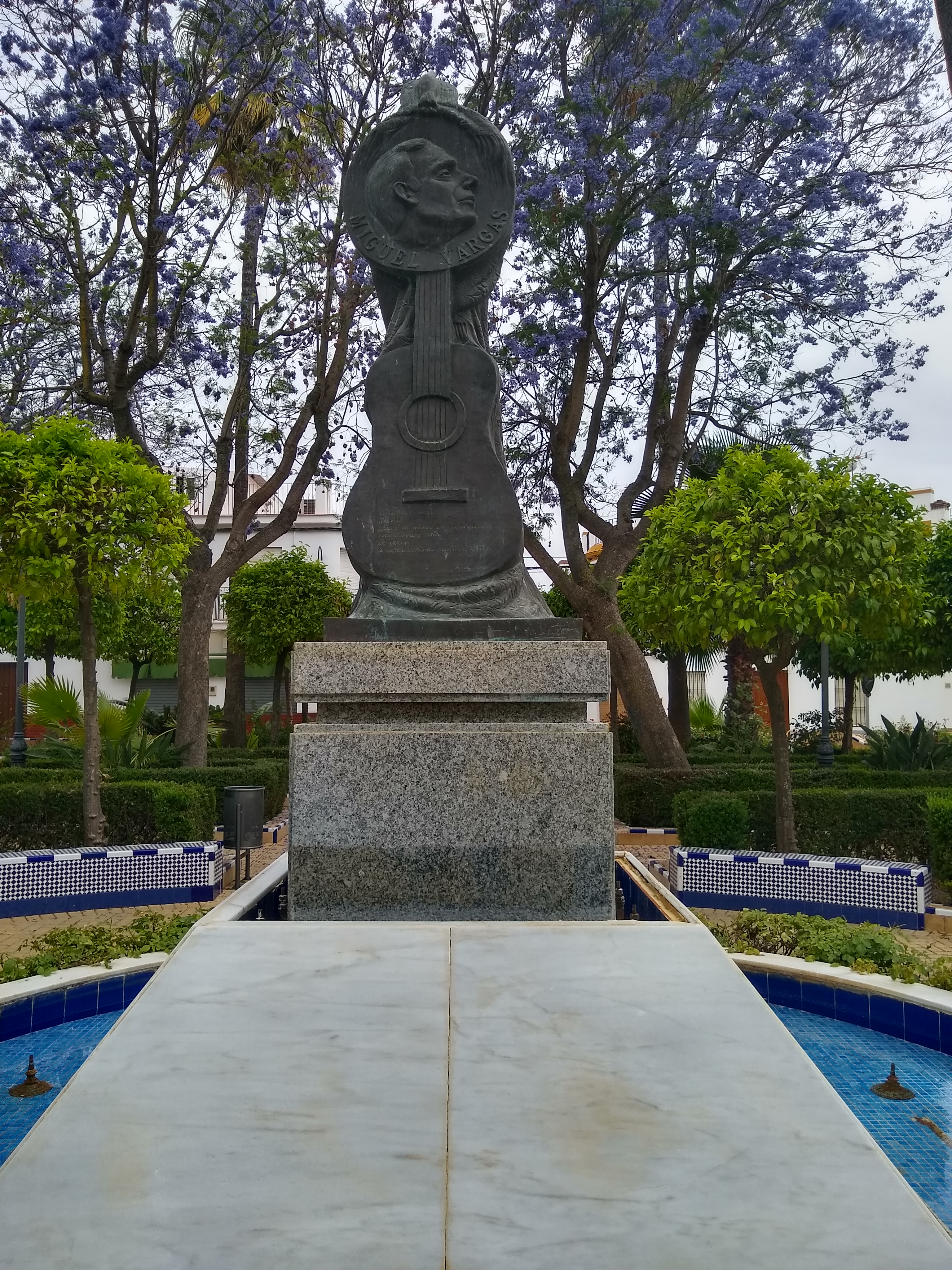
Monumento al cantaor Miguel Vargas

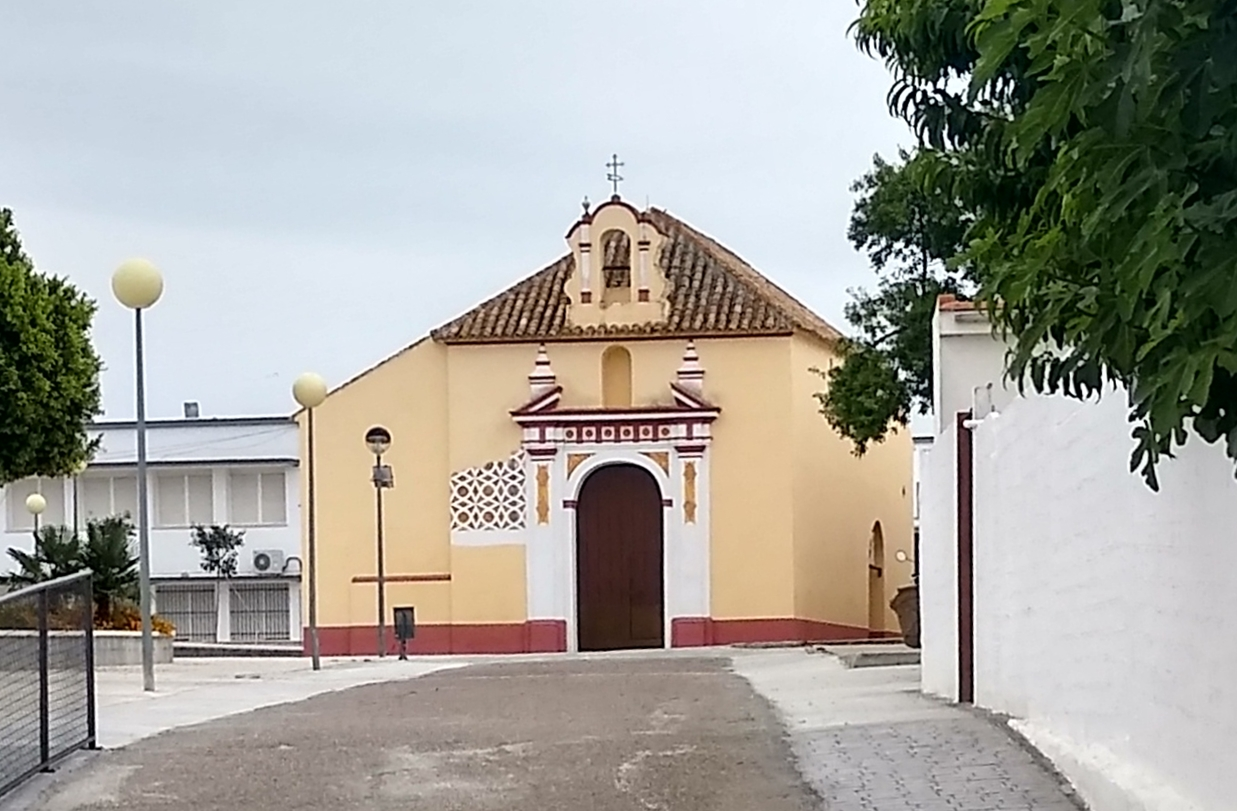
Ermita de San Albino

De sus fiestas cabe destacar (por orden cronológico) la Semana Santa, con procesiones el Miércoles Santo (Hdad. de el Cristo de la Vera-Cruz), el Jueves Santo (Hdad. de Nuestro Padre Jesús Cautivo y Ntra. Sra. del Mayor Dolor) y el Viernes Santo (por la mañana, la de la Hdad. de la Stma. Virgen de los Dolores, y por la tarde-noche, la de la Hdad. del Santo Entierro).
El primer fin de semana de mayo se celebra la Feria, siendo una de las más antiguas de la provincia. Su origen se remonta a las fiestas populares que se celebraban con motivo del día de la Invención de la Santa y Vera Cruz, el día de 3 de mayo, celebrándose antiguamente la feria los días 3, 4 y 5 de mayo. Alrededor de esta fiesta creció la feria de ganado. Actualmente es fiesta local el lunes después de la feria (Lunes de Resaca). 
Paradas celebra además sus fiestas en honor de San Eutropio (Obispo y mártir), patrón de Paradas, y de la Virgen del Carmen, celebrándose una procesión el día 15 de julio (fiesta local y día en que se celebra la fiesta del Santo Patrón Eutropio).
En los últimos años se viene celebrando la Romería en honor de la Virgen de los Remedios, durante la tarde del 14 de agosto y la madrugada del 15 de agosto, con motivo de la festividad de la Asunción de la Virgen, en el lugar conocido como Paterna, cerca de El Palomar. En otro tiempo la romería era organizada por la Archicofradía de Nuestra Señora de los Remedios, siendo muy popular en Paradas y sus pueblos vecinos. Se celebraba en los alrededores de Montepalacio, cerca de Paradas, a donde peregrinaban fieles de Paradas y otras localidades. La imagen de la Virgen era trasladada desde Paradas. La romería se perdió a mediados de los años 40 y la Archicofradía fue cesando en su actividad con el paso de los años. Desde 2005 centenares de romeros acuden a Paterna, llevando en la romería una carreta con un estandarte de la Virgen de los Remedios. Actualmente, se vuelve a celebrar en la zona de Monte-Palacio, cambiándose la fecha a finales de mayo.
Cabe también destacar su ya consolidada y reconocidas Semana Cultural de Actividades Flamencas, la cual se celebra cada primavera desde 1991 organizada por la Peña Cultural Flamenca Miguel Vargas y el Ayuntamiento., y en la que cada edición se homenajea a diferentes personalidades o entidades del mundo del Flamenco, con unas jornadas de cante, toque, baile, conferencias, talleres, exposiciones y cualquier tipo de actividad relacionada con este arte, pasando por el escenario del Aula Municipal de Cultura La Comarcal todas las primeras figuras de este género musical.

## Gastronomía
Cabe destacar:
- Ajo molinero
- Sopa de ajos y tomate
- Carditos espárragos
- Arroz de verano con tomates
- Calabazas con garbanzos.
- Carditos blancos.
- Tagarninas.
- Tortera.

En repostería, destacan sus dulces caseros como las albarditas, los roscos de San Blas, las tortas de Pascua, las empanadillas o los bizcochos.